# Без свого життя
«Без свого життя» (англ. No Life of Their Own) — науково-фантастична повість Кліффорда Сімака, вперше опублікована журналом «Galaxy Magazine» в серпні 1959 року.

## Сюжет
Батьки Стіва були фермерами, і оскільки їхні справи йшли невдало, вони планували перебратись на одну із земних фермерських планет.
Декілька їхніх сусідів вже так і вчинили і їхні ферми заселили сім'ї інопланетян.
Взагалі то всім сусідам фермерам тотально нещастило, окрім злопакісного фермера Енді Картера.
Стів дружив з інопланетними дітьми, які через складність їхніх імен погодились називатись Модні Штани, Син Природи і Мачо.
Діти проводили час відкопуючи скам'янілу ящірку, і в цьому вони покладались на можливості телекінезу Модних Штанів.
Коли Стів та новачок Мачо проходили повз ферму Картера, Мачо заявив, що бачить хафлінгів (англ. halflings) — істот які живуть між світами і перетягують удачу на когось одного із жителів нашого світу. Хафлінгів могли бачити тільки діти, бо дитячий зір не обмежений реальністю.
На рідній планеті Мачо, хафлінгів вважали шкідливими і діти полювали на них.
Батько Мачо зробив для Стіва окуляри, щоб той міг підтвердити існування хафлінгів. Стів побачив як хафлінги рятують Картера заглядуючи у майбутнє.
На день народження батьки подарували Стіву телебіовізор — окуляри віртуальної реальності, що передають почуття.
Коли Стів провідував Модні Штани, той якраз телекінетично запихав свого кота в машину часу яку конструював його батько.
Машина не працювала, бо всі предмети, що в неї поміщали, зникали, але не з'являлись в іншому часі.
Нажаханий кіт випручався, але закинув в машину телебіовізор Стіва.
Син Природи вирішив відомстити Модним Штанам за кота і підкинув тому скунса.
Коли після цього Син Природи пропав з дому і шериф організував пошуки, Стів пішов порадився з Мачо.
Той повідомив, що від Картера відвернулася удача, а машина часу насправді не є нею, бо він продовжував бачити предмети які зникали в ній.
Стів вирішив перевірити підозру і надягнувши окуляри знайшов Сина Природи разом з хафлінгами, на одному з яких був його телебіовізор, в потойбіччі біля «машини часу».
Хафлінги просили переправити в потойбіччя ще телебіовізорів для них усіх. Стіву не вдалося витягнути мотузкою Сина Природи через машину назад у наш світ і він покликав дорослих.
Прийшов і Мачо з рушницею для знищення хафлінгів, котру його батько переробив для створення достатньо широкого проходу між світами, щоб витягнути Сина Природи.
Разом з ним проскочили і хафлінги, які, копіюючи голос і повадки запозичені у Картера, запропонували допомагати усім фермерам потрохи в обмін на забезпечення їх телебіовізорами.
Модні Штани був покараний батьком забороною телекінезу на місяць і йому довелося забруднити штани ходінням пішки.